# Salmó (color)
Salmó és la gamma de colors rosat-taronja pàl·lids a rosa intensos, que prenen el nom de la carn de salmó. De fet, el color del salmó varia del pràcticament blanc al vermell, segons el nivell de carotenoides d'un compost anomenat artexalina, que depèn de la composició de krills i gambetes de la dieta del peix; el salmó criat en piscifactoria s'alimenta amb colorants artificials.
La correcció política ha arribat a les colors, especialment en el món comercial; així s'evita d'anomenar «carn» la color de to rosat, característica de la pell de les persones de pell blanca. Però té trellat, perquè hi ha pells groguenques, vermelloses, blanquinoses, marronoses, negres… Aviat se n'hi va trobar un substitut: salmó, però defensors de la natura l'han trobat també inadequat. Actualment, doncs, a les capses de llapis més recents apareix amb el nom de préssec.
Una mostra del color salmó:

## Localització i usos
- Color del símptoma d'algunes malalties.

- Color d'algunes plantes.

- Color d'alguns ocells.

- Color d'alguns bolets.

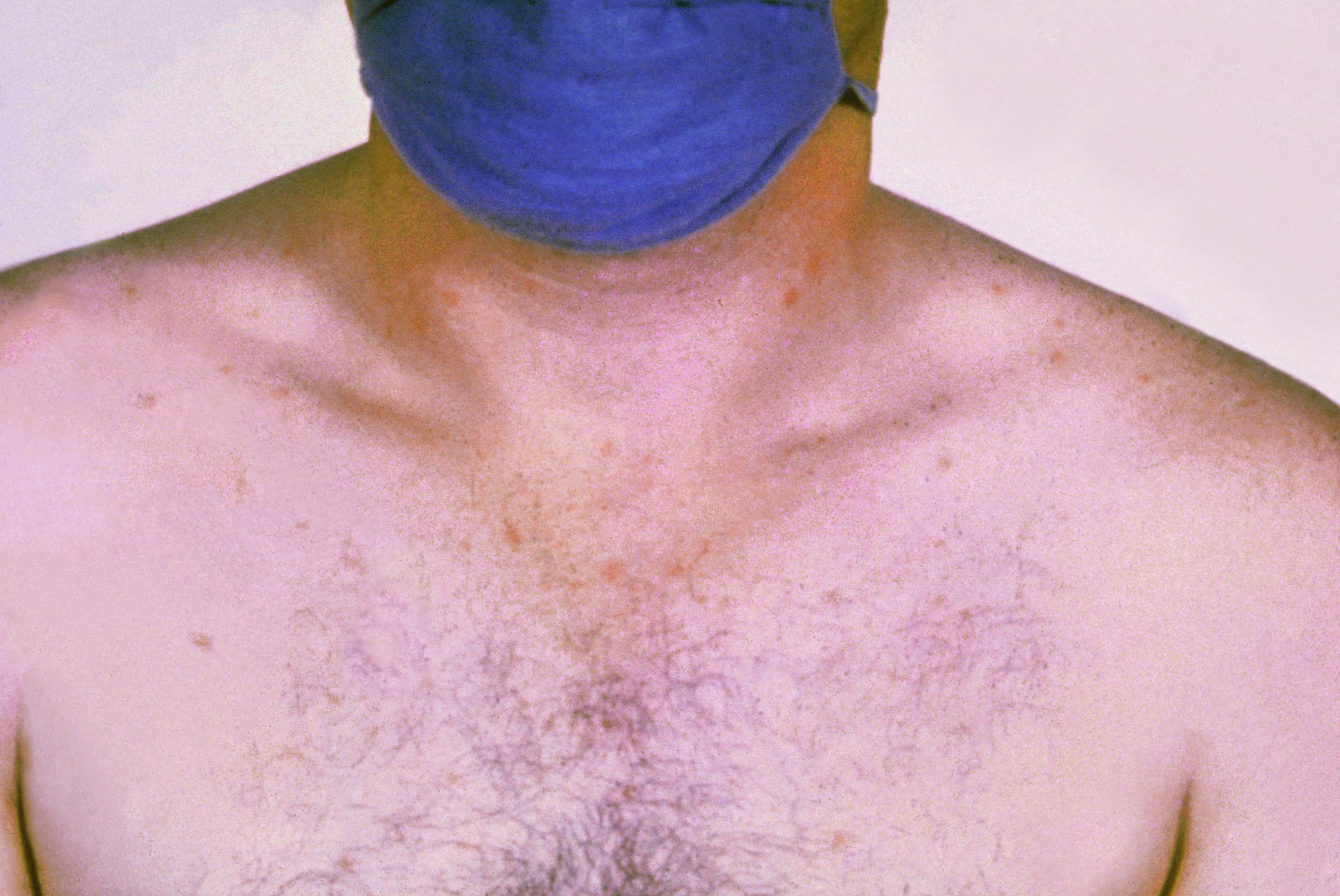
Maculopàpules de color salmó de la salmonel·la.

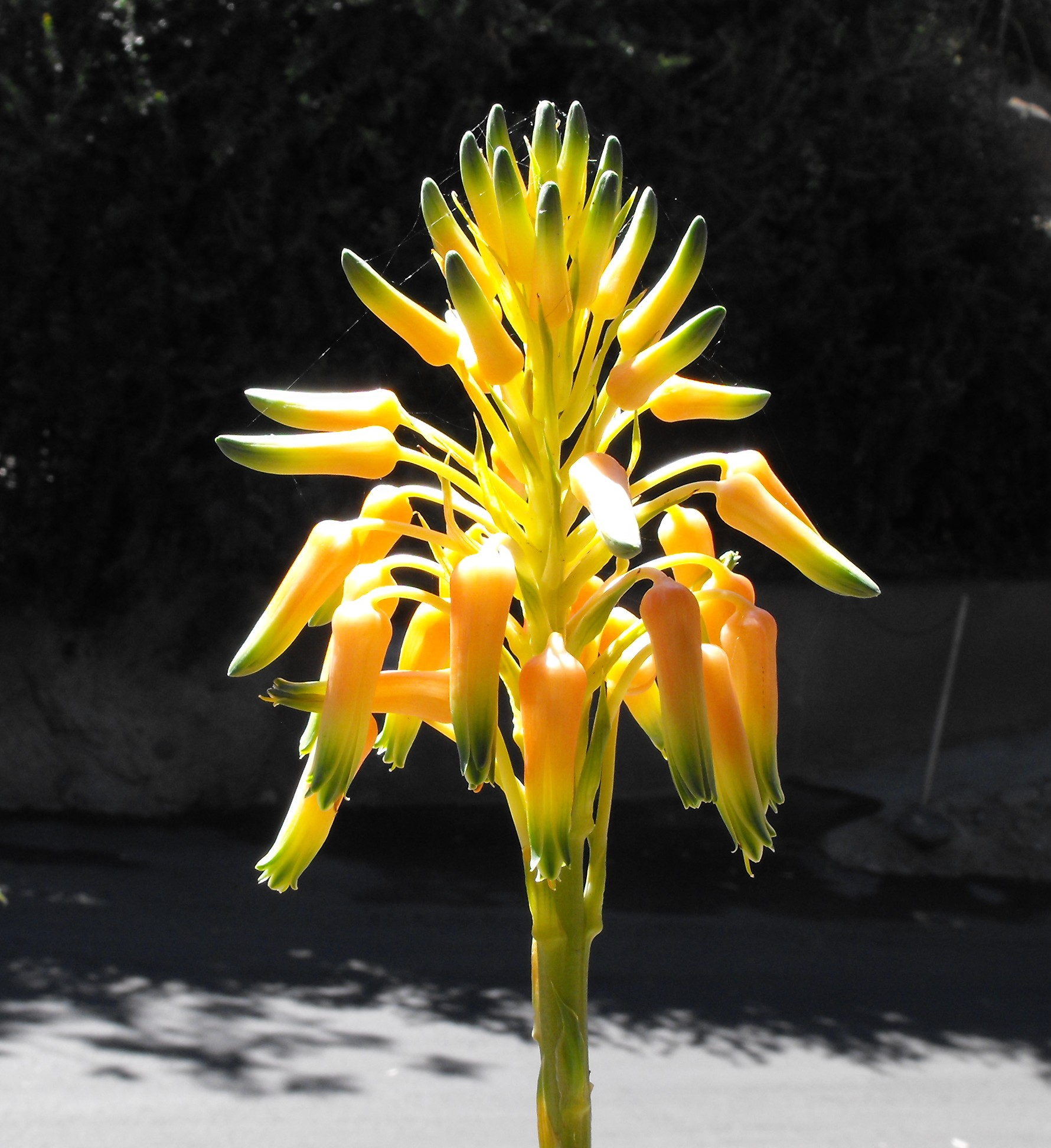
Aloe cooperi.

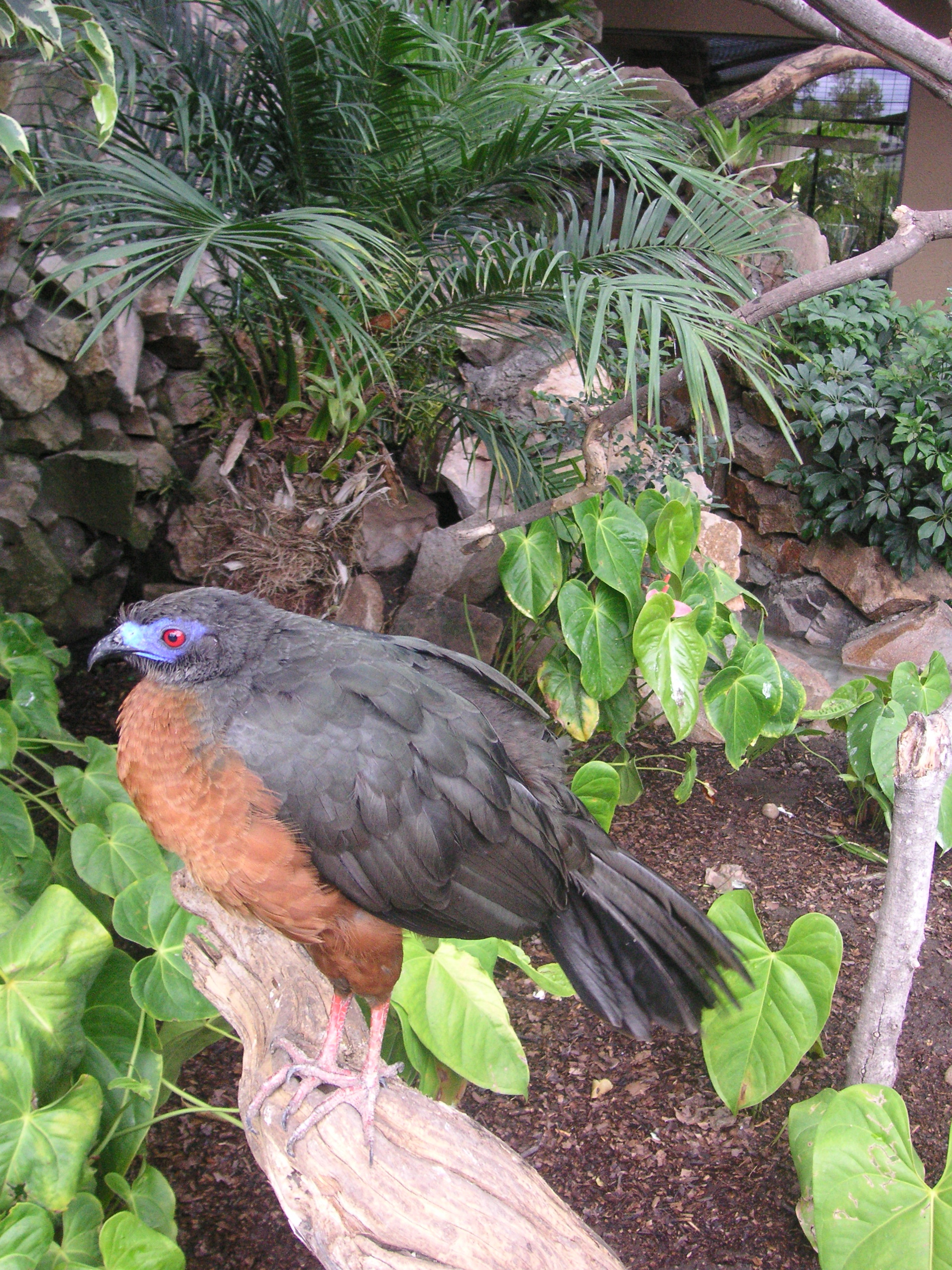
Chamaepetes goudotii.

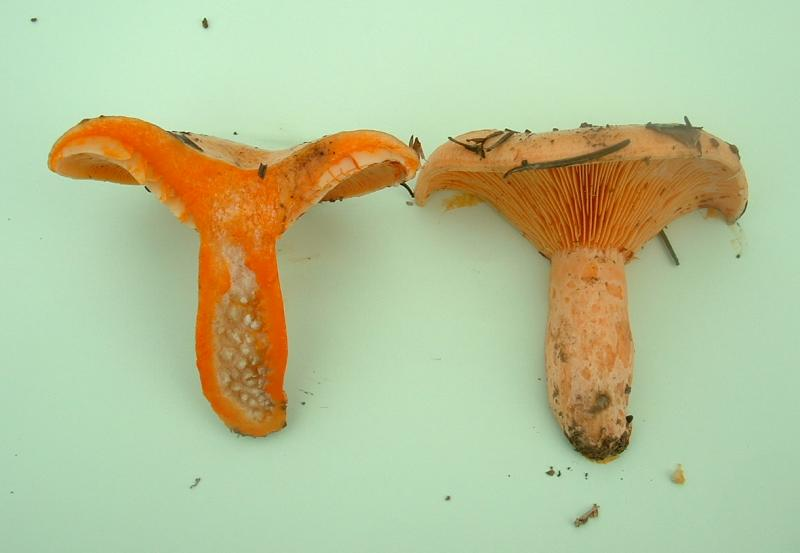
Pinetell.

- Color del baix del baixista de rock progressiu John Myung
- Color de la línia de metro de Londres Hammersmith & City Line.